# Hemeiuș
Hemeiuș è un comune della Romania di 4 387 abitanti, ubicato nel distretto di Bacău, nella regione storica della Moldavia.